# 타나즈 타바타바이
타나즈 타바타바이(페르시아어: طناز طباطبایی, 영어: Tannaz Tabatabaei, 1988년 5월 10일 ~ )는 이란의 배우이다.